# Windows DreamScene
Windows DreamScene è una utility per Windows Vista Ultimate, sviluppata da Microsoft in collaborazione con Stardock. Questa utility permette di usare dei video HD come sfondo del desktop di Windows, a patto che si stia usando il tema Windows Aero.
La utility fa parte dei Windows Vista Ultimate Extras, suite di programmi riservata agli utenti di Windows Vista Ultimate. La versione finale è stata distribuita il 25 settembre del 2007, ma per gli utenti italiani ci sono state per molto tempo difficoltà di installazione a meno che non si fosse precedentemente installato il Language pack per la lingua inglese.
Il programma usa la GPU per la visualizzazione invece che la CPU, lasciando così libera molta memoria per altri compiti. In questo modo però, nei computer portatili, la batteria si scarica molto più velocemente, e quindi è sconsigliabile usare questa utility sui laptop.